# Frontiers in Physiology
Frontiers in Physiology (ISSN 1664-042X) is een internationaal peer-reviewed wetenschappelijk tijdschrift op het gebied van de fysiologie. Het is een open-access tijdschrift, dat wil zeggen dat de inhoud voor iedereen gratis beschikbaar is, en het wordt alleen online uitgegeven. 
Het tijdschrift wordt uitgegeven door Frontiers en is onderdeel van een getrapt systeem van tijdschriften: artikelen worden in eerste instantie gepubliceerd in een zeer gespecialiseerd sub-tijdschrift, en kunnen als ze veel gelezen worden "opstijgen" naar bredere tijdschriften. In dit systeem staat Frontiers in Physiology op de tweede trap. Het heeft zo'n 20 subtijdschriften.
Het eerste artikel in Frontiers in Physiology verscheen in maart 2010.
De hoofdredacteur is Dr John D. Imig, verbonden aan Medical College of Wisconsin.
De impact factor van het tijdschrift was 4,566 in 2020.